# 夏日寒風
夏日寒風是香港男歌手譚詠麟於1984年推出的一首歌曲，由芹澤廣明作曲，林振強填詞。

## 曲詞
1980年代香港流行樂壇興起改編日本流行曲的風潮，至該年代中期更開始有香港唱片公司邀請日本音樂人原創歌曲。當時開始發展日本市場的當紅歌手譚詠麟，請來作曲家芹澤廣明原創多首歌曲，夏日寒風是其中的早期作品。
此歌時長4分8秒，以
拍的F小調創作，每分鐘144拍，是一首節拍強勁的舞曲。
歌詞出自林振強之手。林振強有不少以「風」為題材的作品，這是其中之一，他於此作中著墨於風的寒意。
譚詠麟的另一首歌曲暴風女神Lorelei同樣由芹澤廣明作曲，林振強填詞，並以「風」為題材。
歌詞「閃爍暑天的汗水」的「爍」字唱作「lik1」音，香港填詞人梁栢堅指出粵語「爍」字正音應讀作「soek3」音，但香港一些歌詞中都唱作「lik1」，他舉出此歌、譚詠麟霧之戀、容祖兒我的驕傲、Mr.森林為例，而他認為「lik1」音較有動感。香港中文大學的粵語審音配詞字庫則將「lik1」音列為異讀破音字。

## 發行
此歌收錄於譚詠麟個人專輯《愛的根源》。
此歌亦被用為1985年電影《開心鬼放暑假》的插曲。

## 異詞版本及衍生作品
同年譚詠麟亦推出了此歌的日語版夏の寒風，由秋元康填詞，曾赴日本的音樂會演唱。

### 二次創作
龍虎豹好睇是一首寄調於夏日寒風的粗俗改詞歌曲，以香港長壽色情刊物《龍虎豹》為主題，在香港民間廣為流傳，其最初的來歷及改詞者無從稽考，最膾炙人口的歌詞為副歌開首的「龍虎豹好睇 好睇 但係又好撚貴 圖片美麗 顏色美麗 立體咁滯」（原詞為「狂呼我空虛 空虛......明知結局 何必去做 玩耍器具」），民間流傳了各種略有不同的版本，例如有些修飾了髒話用詞。
軟硬天師曾在演唱會上演唱此歌。演員張家輝曾在1999年的喜劇電影《娛樂之王》中唱出著名的副歌部分。
2006年度亞洲小姐競選有一個配合3D眼鏡的立體影像環節，司儀陳啟泰、林韋辰、袁文傑及張嘉倫在介紹該環節時，唱出了龍虎豹好睇副歌的再改編版本，保留並借用「立體咁滯」一句。

### 衍生作品
樂隊C AllStar2010年的歌曲80後時代曲，歌詞中借用了多首1980年代歌曲的歌詞，其中包括了夏日寒風的第一句「擠迫的沙灘裡 金啡色的肌膚裡」。